# Mã Hy Sùng
Mã Hy Sùng (馬希崇) là quân chủ thứ sáu và cuối cùng của nước Sở thời Ngũ Đại Thập Quốc. Ông cầm quyền sau khi anh cùng mẹ là Mã Hy Ngạc bị phế truất. Sau đó, lo sợ trước các lực lượng đối lập, ông quy hàng Nam Đường, kết thúc thời kỳ họ Mã cai trị Hồ Nam.

## Thân thế
Theo Thập Quốc Xuân Thu, dẫn lại Thanh tương tạp ký (青箱雜記), Mã Hy Sùng sinh năm 912. Cha ông là Mã Ân-người sáng lập nước Sở, ông là em cùng mẹ với Mã Hy Ngạc-con trai thứ 30 của Mã Ân. Con trai thứ 35 của Mã Ân là Mã Hy Quảng cũng lớn tuổi hơn ông.
Khi quân chủ thứ ba của Sở là Mã Hy Phạm mất vào năm 947, Vũ Bình tiết độ sứ- tri Vĩnh châu sự Mã Hy Ngạc lúc này người lớn tuổi nhất trong số các huynh đệ khi đó. Do Mã Ân khi qua đời từng di mệnh rằng các con phải truyền lại ngôi vị cho huynh đệ Tuy nhiên, phần lớn thuộc hạ của Mã Hy Phạm như Lưu Ngạn Thao lại ủng hộ Vũ An tiết độ phó sứ Mã Hy Quảng kế vị. Thiên Sách tả ty Mã Hy Sùng bí mật viết thư cho Mã Hy Ngạc nói rằng đám Lưu Ngạn Thao làm trái di mệnh tiên vương, phế trưởng lập thiếu, nhằm kích động Mã Hy Ngạc.

## Thời Mã Hy Quảng
Sau khi chịu tang, Mã Hy Ngạc được Mã Hy Quảng cho về Lãng châu. Tuy nhiên, Mã Hy Sùng tiếp tục dò xét Mã Hy Quảng cho Mã Hy Ngạc, buông lời kích động, nguyện làm nội ứng.
Mã Hy Ngạc sau đó tiến hành nội chiến, đến cuối năm 950, Khi có người cáo buộc Mã Hy Sùng giao thiệp với Mã Hy Ngạc, phản trạng rõ ràng, song Mã Hy Quảng từ chối xử tử, nói rằng "Nếu ta hại kỳ đệ thì sao có thể nhìn tiên vương (chỉ Mã Ân) dưới đất?". Khi quân của Mã Hy Ngạc tiến đến Trường Sa, Mã Hy Quảng cho triệu Thủy quân chỉ huy sứ Hứa Khả Quỳnh dẫn 500 chiến hạm phòng thủ, để Mã Hy Sùng làm giám quân. Hứa Khả Quỳnh sau đó quay sang đầu hàng Mã Hy Ngạc, Trường Sa thất thủ. Mã Hy Sùng dẫn tướng lại nghênh đón Mã Hy Ngạc vào thành và thỉnh Mã Hy Ngạc đăng cơ.

## Thời Mã Hy Ngạc
Mã Hy Ngạc cho Mã Hy Sùng làm tiết độ phó sứ, phán quan phủ sự. Mã Hy Ngạc chém giết vô độ, ngày đêm say rượu hoang dâm, đem mọi sự vụ quân phủ uỷ thác cho Mã Hy Sùng. Mã Hy Sùng cai quản dựa theo cảm tính, khiến hệ thống pháp luật vấn loạn. Mã Hy Ngạc sủng ái Tiểu môn sứ Tạ Ngạn Ngung (謝彥顒), người này do vậy cậy thế hống hách, còn dám vỗ vai Mã Hy Sùng, khiến Mã Hy Sùng và các tướng sĩ tức giận.
Trong khi đó, Vương Quỳ (王逵) và Phó sứ Chu Hành Phùng (周行逢) làm phản và chiếm cứ Lãng châu, sau đó lập Lưu Ngôn (劉言) làm lưu hậu. Mã Hy Ngạc cho Từ Uy (徐威), Trần Kính Thiên (陳敬遷), Lỗ Công Quán (魯公館), và Lục Mạnh Tuấn (陸孟俊) đem quân lập trại ở phía tây bắc nhằm đề phòng bị quân Lãng châu tấn công. Tuy nhiên, các tướng lĩnh và sĩ tốt thấy Mã Hy Ngạc không thăm hỏi phủ dụ thì oán giận, mưu làm phản. Ngày Mậu Dần (19) tháng 9, tức 22 tháng 10, Mã Hy Ngạc tổ chức yến tiệc đãi tướng lại, đám Từ Uy không dự, Mã Hy Sùng biết âm mưu nên cáo bệnh không đến. Đám Từ Uy dẫn quân làm phản, Mã Hy Ngạc bị bắt. Các tướng sĩ lập Mã Hy Sùng làm Vũ An lưu hậu, cho binh sĩ cướp bóc Trường Sa giam cầm Mã Hy Ngạc tại Hành Sơn. Bành Sư Cảo (彭師暠) khi xưa bị Mã Hy Ngạc đánh và biếm làm dân, Mã Hy Sùng cho rằng Bành Sư Cảo tất sẽ oán Mã Hy Ngạc nên sai người này đưa Mã Hy Ngạc đến Hành Sơn, muốn để Bành Sư Cảo giết Mã Hy Ngạc. Tuy nhiên, Bành Sư Cảo nói "Muốn khiến ta thành người giết vua sao!", và phụng sự cẩn trọng, đưa Mã Hy Ngạc đến nơi. Sau chính biến, Lục Mạnh Tuấn diệt gia tộc của Thư châu thứ sử Dương Chiêu Uẩn (楊昭惲) và cướp đoạt tài sản của họ; họ Dương có một người con gái đẹp, Lục Mạnh Tuấn dâng cô cho Mã Hy Sùng.

## Cầm quyền
Lưu Ngôn hay tin Mã Hy Sùng được lập, khiển binh đến Đàm châu với danh nghĩa là trừng trị tội soán đoạt của Mã Hy Sùng. Mã Hy Sùng lo sợ, đến ngày Quý Mùi (24) cùng tháng, tức 27 tháng 10, Mã Hy Sùng cho hai nghìn quân chống lại, đồng thời khiển sứ giả đến Lãng châu cầu hoà, thỉnh làm lân phiên. Chưởng thư ký Lý Quan Tượng (李觀象) đề xuất với Lưu Ngôn rằng trước hết yêu cầu Mã Hy Ngạc lấy đầu của các tướng tá để làm suy yếu nhuệ khí, sau đó thừa cơ chiếm lấy Vũ An. Lưu Ngôn chấp thuận, Mã Hy Sùng lo sợ liền cho lấy đầu của hơn mười thuộc hạ như Đô quân phán quan Dương Trọng Mẫn (楊仲敏), Chương thư ký Lưu Quang Phụ (劉光輔), Nha nội chỉ huy sứ Nguỵ Sư Tiến (魏師進), Đô áp nha Hoàng Kính (黃勍), cho Lý Dực (李翊) đem đến Lãng châu. Tuy nhiên, lúc đến nơi thì các thủ cấp đã phân huỷ, Lưu Ngôn và Vương Quỳ đều cho rằng đó không phải là thủ cấp của đáng Trọng Mẫn, Lý Dực sợ hãi nên tự sát.
Khi Mã Hy Ngạc đến Hành Sơn, Hành Sơn chỉ huy sứ Liệu Yển (廖偃) huy động nhân dân làm binh, cùng với Bành Sư Cảo tuyên Mã Hy Ngạc là Hành Sơn vương. Trong vài ngày họ tập hợp được đến hơn vạn người, được nhiều châu huyện hưởng ứng. Liệu Yển còn phái Lưu Hư Kỷ (劉虛己) sang Nam Đường cầu viện. Mã Hy Sùng sau khi tập vị cũng say rượu hoang dâm, trị lý chính sự bất công, nói năng ngạo mạn, quốc nhân không phục. Từ Uy thấy hành vi của Mã Hy Sùng biết là sẽ không thành, và lo sợ uy hiếp từ Lưu Ngôn tại Lãng châu và Mã Hy Ngạc tại Hành Sơn, sợ một ngày sẽ sụp đổ và gặp hoạ, nên muốn giết Mã Hy Sùng để giải quyết. Mã Hy Sùng cảm nhận được, rất lo sợ nên bí mật khiển Khách tướng Phạm Thủ Mục (范守牧) dâng biểu cho Nam Đường xin binh, Hoàng đế Nam Đường là Lý Cảnh cho Biên Hạo (邊鎬) từ Viễn châu đem vạn binh sĩ hướng đến Trường Sa.
Biên Hạo dẫn quân đế Lễ Lăng gần Trường Sa, ngày Quý Tị (5) tháng 10, tức 6 tháng 11, Mã Hy Sùng khiển sứ giả đến khao quân. Đến ngày Nhâm Dần (14) cùng tháng, tức 15 tháng 11, khiển Thiên sách phủ học sĩ Thác Bạt Hằng (拓拔恆) đến xin hàng Biên Hạo, Thác Bạt Hằng tán rằng "Ta sống lâu chưa chết, lại vì một đứa trẻ đi đưa thư hàng!" Đến ngày Quý Mão, tức 16 tháng 11, Mã Hy Sùng đem đệ chất nghênh đón Biên Hạo, thấy bụi từ đoàn quân Nam Đường thì bái, Biên Hạo xuống ngựa ban chiếu an ủi. Ngày Giáp Thìn hôm sau, Hy Sùng theo Biên Hạo vào thành, Biên Hạo lên lầu cổng Lưu Dương (瀏陽門), tướng lại Hồ Nam đều chúc mừng.

## Sau khi Sở sụp đổ
Lý Cảnh cho Biên Hạo làm Vũ An tiết độ sứ, Biên Hạo lệnh cho Mã Hy Sùng đem gia tộc họ Mã đến kinh thành Kim Lăng của Nam Đường. Mã tộc họp tộc đều khóc lóc, muốn hối lộ nhiều cho Biên Hạo, xin được ở lại Trường Sa. Tuy nhiên Biên Hạo nói: "Quốc gia [Nam Đường] và Công gia [Sở] truyền thế là kẻ thù đã 60 năm, song chưa từng dám có ý dòm ngó nước của Công. Nay huynh đệ Công đấu đá lẫn nhau, khốn cùng mà tự quy thuộc. Nếu các vị khôi phục được hai ba phần, sợ rằng có mối lo bất trắc.
Mã Hy Sùng không ứng phó được, đến ngày Tân Dậu (3) tháng 11, tức 4 tháng 12, Mã Hy Sùng cùng tông tộc và tướng tá tổng cộng hơn một nghìn người đau buồn xuống tàu, tiếng khóc vang vọng núi sông. Mã Hy Ngạc sau đó cũng bị triệu đến Kim Lăng. Hoàng đế Nam Đường cho Mã Hy Sùng làm Vĩnh Thái  tiết độ sứ, kiêm Thị trung, trấn thủ Thư châu (舒州).
Sau đó, Mã Hy Sùng và gia đình được cho đến cư trú tại Dương châu. Năm 956, Hậu Chu tấn công Nam Đường, Dương châu thất thủ trước quân Hậu Chu. Hoàng đế Quách Vinh của Hậu Chu ra chiếu an ủi vỗ về Mã Hy Sùng (cùng với Vương Kế Nghi-con của cựu hoàng nước Mân là Vương Diên Chính). Mã Hy Sùng dâng thiếp là Dương thị cho tướng Hậu Chu là Hàn Lệnh Khôn (韓令坤). Đến khi quân Hậu Chu rút đi, Mã Hy Sùng đem 17 huynh đệ đến thủ đô Đại Lương của Hậu Chu, được phong chức là Hữu vũ lâm thống quân.